# Joaquín Andrés Moso Hernández
Joaquín Andrés Moso Hernández (Saragossa, 7 de setembre de 1978) és un futbolista aragonès, que ocupa la posició de porter.
Format a les categories inferiors del Reial Saragossa, arriba a l'equip B dels aragonesos. El 2001 fitxa pel Nàstic de Tarragona, amb qui debuta a Segona Divisió, jugant 23 partits. Posteriorment, és suplent a la SD Eibar (2002) i Albacete Balompié (02/04). Amb els manxecs disputa la temporada 03/04 a la màxima categoria, però no va jugar cap minut.
Recupera la titularitat a la campanya 04/05, amb el Pontevedra CF, tot i que els gallecs baixen a Segona B. L'any següent juga 22 partits amb l'Hèrcules CF.
Després d'una temporada al filial del CA Osasuna, el 2007 fitxa pel Linares, amb qui juga dues temporades. La temporada 09/10 s'incorpora a l'Sporting Maonès.